# Extrait de pépin de pamplemousse
Pour les articles homonymes, voir EPP.
L'extrait de pépin de « pamplemousse » (EPP) ou huile de pépin de « pamplemousse » est un liquide provenant des pépins, de la pulpe et des membranes blanches de pomélo, Citrus ×paradisi. L'EPP naturel préparé sans solvants ni agents conservateurs est obtenu par le broyage des pépins et de la pulpe, le tout mélangé à de la glycérine. L'EPP disponible dans le commerce est produit à partir des pépins, de la pulpe, de glycérine et de conservateurs.
L'EPP est vendu comme complément alimentaire. Ne pas confondre avec l'huile essentielle de pamplemousse. 

## Histoire
C'est le scientifique yougoslave Jacob Harich (1919-1996) immigré en Floride dans les années 1960 qui selon les sources aurait été intrigué par l'amertume des pépins de C.paradisi, et/ou aurait découvert les qualités protectrices de l'extrait du pépin de pamplemousse après avoir constaté que les pépins de pamplemousse n'étaient pas altérés par les bactéries, champignons, etc. dans le compost de son jardin,. À la suite de ses observations, et de vérifications expérimentales; il commercialise l'extrait de pépin de pamplemousse (Grapefruit Seed Extract ou GSE, français Extrait de pépins de pamplemousse ou EPP) sous le nom de Citricidal. Le contenu n'est pas décrit avec précision, le dosage approximatif (quelques gouttes à chaque repas dans du jus de légumes ou de fruits) l'indication: arthrite et infections intestinales et systémiques, candidoses, syndromes intestinaux irritables et d'allergies. Il brevette son extrait. Son utilisation en milieu hospitalier américain est rapportée en 2001 (comme détergent). Diverses préparations sont diffusées (2021) comme antibiotique naturel, conservateur pour des aliments et complément alimentaire. En 2004, l'effet antibactérien est démontré in vitro sur 67 biotypes différents et son mécanisme d'action est analysé (l'EPP perturbe la membrane bactérienne et libère le contenu cytoplasmique dans les 15 min suivant le contact, même à des concentrations très diluées).

## Efficacité controversée
Certaines études scientifiques concernant l'extrait de pépins de pamplemousse contredisent les propriétés antimicrobiennes supposées. Des soupçons concernant la vraie nature des composés actifs des extraits sont apparus lorsque des additifs ont été découverts dans des produits du commerce. Les extraits de pépin de pamplemousse suspectés contenaient des conservateurs,, tels le chlorure de benzethonium et des parabenes. Les tests in vitro n'ont pu mettre en évidence des effets anti-microbiens que lorsque ces conservateurs étaient présents, concluant que les propriétés antimicrobiennes sont simplement dues aux conservateurs, et qu'il n'y a pas de composé naturel avec une activité antimicrobienne dans l'extrait de pépins de pamplemousse,. En 2004, une autre étude conclut que l'extrait de pépins de pamplemousse possède des propriétés antimicrobiennes moins importantes que celle de solutions commerciales comportant des additifs.
Une synthèse publiée en 2021 constate l'absence d'étude probante et recommande que les EPP soient accompagnées d'un certificat d'analyse prouvant leur pureté (sans aucun additif). Les auteurs répètent qu'on ne comprend pas clairement pourquoi différents EPP présentent une activité antimicrobienne similaire malgré la présence de benzalkonium et le benzéthonium.

### Absence d'essai clinique
Les activités antibactériennes et antivirales ont été montrées in vitro. Des utilisations limitées sur l'animal sont signalées pour le Syndrome dysgénésique et respiratoire porcin. Chez le rat l'extrait exerce une activité protectrice contre la pancréatite provoquée, les mécanismes antioxydants du pancréas et à l'amélioration du débit sanguin pancréatique pouvant être les causes.
Chez l'humain, des effets anti SARS-CoV-2 ont été observés sur 3 sujets, les effets antiviraux de la naringénine (composant de C. paradisi) contre la dengue, le Zika, l'hépatite C, le chikungunya, la fièvre jaune, l'herpès simplex n'ont été décrit qu'in vitro (2022). En 2005 l'administration de pépins de C. paradisi par voie orale pendant 2 semaines avec 5 à 6 pépins toutes les 8 h à 3 hommes et 1 femme atteints d'infections urinaires (Pseudomonas aeruginosa, Klebsiella et Staphylococcus aureus) résistantes à un antibiotique a atténué l'infection sauf pour l'homme atteint d'un isolat de P. aeruginosa. Une enquête prospective en ligne sur les effets de l'auto traitement sur les symptômes gastro-intestinaux chroniques portant sut 100 sujets (2024) donne une amélioration très forte chez 30 % des répondants, forte chez 42 %, inchangées chez 20 % et  détériorées chez 1 %. Mais il s'agit d'une enquête avec auto évaluation et non d'une procédure randomisée.
Quoi qu'il en soit, à ce jour (2025) il n'existe pas le moindre début d'essai clinique ou pré-clinique, ni de tests statistiques randomisés à caractère probant.

### Absence d'études comparatives
Les publications sur les extraits de pépins d'agrumes montrent la forte présence de composés phénoliques tels que flavonoïdes, les alcaloïdes et les terpénoïdes dans l'extrait de graines (orange douce et citron), des antiviraux (la nomiline et la limonine) ont été mis en évidence dans les pépins de bergamote, l'extrait de graine de Citrus volkameriana est un puissant anti-bactérien. Une rare comparaison d'agrumes divers incluant C. paradisi  (2019) mentionne seulement une utilité de l'extrait de pépin de C. paradisi dans le traitement des carences sanguines chez le rat sans comparaison avec celle d'autres pépins d'agrumes. 
Une comparaison de effet inhibiteur de croissance sur B. subtilis, S. aureus et E. coli. de C. paradisi et C. maxima a été réalisée mais avec des extraits éthanoliques (c'est le second qui donne la plus forte zones d'inhibition ce qui confirme son usage comme conservateur alternatif pour les aliments et les cosmétiques). En ethnomédecine des Philippines et d'Asie du Sud-est la graine de pamplemousse est utilisée contre le lumbago, la dyspepsie et la toux.

### Miraculeux
L'absence de description des composés actifs et de la preuve de leurs activités, l'imprécision des dosages, la multiplicité des pathologies visées, l'énorme spectre des parasites atteints (800 bactéries et virus, 100 souches de champignons) alors même que l'EPP est prétendu dépourvu de toxicité  même à fortes doses, même en cas d'utilisation prolongée, ne provoquant que très rarement des réactions allergiques, sans effet secondaire, améliorant la flore intestinale en détruisant les bactéries nocives tout en stimulant les bonnes... font parler de miracle. Shalila Sharamon et Bodo J. Baginski (2010) ont tiré ainsi leur livre largement vendu Das Wunder im Kern der Grapefruit (Le miracle dans le pépin de Grapefruit).